# آژانس کارآگاهی جامع دیرک جنتلی (مجموعه تلویزیونی ۲۰۱۶)
آژانس کارآگاهی جامع دیرک جنتلی (به انگلیسی:Dirk Gently's Holistic Detective Agency) نام یک سریال علمی‌تخیلی که بر اساس کتابی از داگلس آدامز ساخته شده است. نویسندگی این مجموعه توسط مکس لندیس انجام شده و در آن ساموئل بارنت به عنوان کارآگاه دیرک جنتلی و الایجا وود نیز به عنوان شخص همراه او، تاد، نقش آفرینی می‌کنند. اولین تریلر این مجموعه در جشنواره کمیک‌کان سان‌دیگو ۲۰۱۶ منتشر شد. این مجموعه به طور مشترک توسط شبکه بی‌بی‌سی آمریکا و شبکه اینترنتی نتفلیکس تهیه شده است. پخش هفتگی این سریال از ۲۲ اکتبر ۲۰۱۶ از شروع می‌شود و تمام اپیزودهای آن در ماه دسامبر بر روی سایت نتفلیکس قرار می‌گیرد.

## خلاصه داستان
داستان سریال دربارهٔ ماجراجویی‌های یک کارگاه غیرعادی و جامع نگر با توانایی سفر در زمان به نام دیرک جنتلی (ساموئل بارنت) و همراه او، تاد بروزمن (الایجا وود) می‌باشد

## بازیگران
- ساموئل بارنت به عنوان دیرک جنتلی
  - کامرون آندرس به عنوان دیرک جنتلی جوان
- الایجا وود به عنوان تاد بروزمن
- هانا مارکس به عنوان آماندا بروزمن
- جید آشتی به عنوان فرح بلک
- فیونا دوریف به عنوان بارت کورلیش
- داستین میلیگان به عنوان گروهبان هوگو فریدکن
- میگل ساندووال به عنوان سرهنگ اسکات ریگنز
- ریچارد شیف به عنوان زیمرفییلد
- مایکل اکلند به عنوان مارتین
- Mpho Koaho عنوان کن
- نیل براون جونیور به عنوان استوز
- آرون داگلاس گوردون ریمر
- کریستین باکو به عنوان اد
- زک سانتیاگو به عنوان صلیب
- آلیسون تورنتون به عنوان لیدیا اسپرینگ
- ترور لرنر به عنوان دوچرخه سواری

## قسمت‌ها
| فصل | قسمت‌ها | قسمت‌ها | تاریخ اصلی روی آنتن رفتن | تاریخ اصلی روی آنتن رفتن |
| فصل | قسمت‌ها | قسمت‌ها | اولین بار                | آخرین بار                |
| --- | ------ | ------ | ------------------------ | ------------------------ |
| ۱   | ۸      | ۸      | ۲۲ اکتبر ۲۰۱۶            | ۱۰ دسامبر ۲۰۱۶           |
| ۲   | ۱۰     | ۱۰     | ۱۴ اکتبر ۲۰۱۷            | ۱۶ دسامبر ۲۰۱۷           |

### فصل ۱ (۲۰۱۶)
| شم. کلی | شم. در فصل | عنوان                 | کارگردان         | نویسنده    | تاریخ انتشار اصلی | ایالات متحده تعداد بیننده (میلیون) |
| --- | ---------- | --------------------- | ---------------- | ---------- | ----------------- | ---------------------------------- |
| ۱ | ۱          | «افق‌ها»               | دین پاریزو       | مکس لاندیس | ۲۲ اکتبر ۲۰۱۶     | ۰٫۴۳۷                              |
| در هتلی که تاد در آن کار می‌کند یک قتل خشن اتفاق می‌افتد و شخصیت‌هایی غیر طبیعی – از جمله درک جنتلی – در آن درگیر هستند به‌طور سرزده وارد زندگی پیش پا افتادهٔ او می‌شوند.                |            |                       |                  |            |                   |                                    |
| ۲ | ۲          | «گم‌شده و پیداشده»     | دین پاریزو       | مکس لاندیس | ۲۹ اکتبر ۲۰۱۶     | ۰٫۲۹۳                              |
| تاد با اکراه با درک همکاری می‌کند و تلاش می‌شکند تا دختر ربوده‌شده‌ای را که فکر می‌کند یک سگ است، نجات دهد؛ اما تنها به سگ واقعی دست پیدا می‌کند. نقشهٔ مبادلهٔ سگ با دختر نیز به‌هم می‌خورد. |            |                       |                  |            |                   |                                    |
| ۳ | ۳          | «هواداران دیوار سرکش» | مایکل پاتریک جان | مکس لاندیس | ۵ نوامبر ۲۰۱۵     | ۰٫۲۹۷                              |
| هنگام واکاوی گذشتهٔ اسپرینگ، فرح و درک نخستین معمای خود را می‌یابند؛ تا متوجه می‌شود که هیچ امنیتی ندارد؛ آماندا با یک تجسم روبرو می‌شود.                                               |            |                       |                  |            |                   |                                    |
| ۴ | ۴          | «واتکین»              | مایکل پاتریک جان | اندی بلک   | ۱۲ نوامبر ۲۰۱۶    | ۰٫۲۴۸                              |
| درک و تاد به ماجرای مرگ پاتریک ورود می‌کنند. در عین حال، ویدل حقایق تأسف‌باری را با فرح در میان می‌گذارد و گوردن با شعلهٔ قدیمی لوکس ملاقات می‌کند.                                      |            |                       |                  |            |                   |                                    |